# Szűcs Ildikó
Szűcs Ildikó (Kolozsvár, 1943. szeptember 10. –) magyar színésznő, előadóművész.

## Életpályája
Kolozsvári és nagyenyedi erdélyi család sarja. Édesapja Szűcs Elemér (1903–1988) jogász, a ll. világháború idején tartalékos hadnagyként szolgált. A család 1944-ben költözött át Magyarországra.  
Nagymaroson nőtt föl, Vácott érettségizett. Részt vett az első, 1962-es Ki mit tud?-on, versmondó kategóriában országos második helyezést ért el (Arany János, székely népballadák).
Színészi pályája 1962-től a Békés Megyei Jókai Színháznál indult. 1964-től a Magyar Néphadsereg Művészegyütteséhez szerződött. 1967-től egy évig a Szinkrontársulat csapatához tartozott. 1968-tól az Állami Déryné Színház színésznője lett. 1972-től a győri Kisfaludy Színháznál szerepelt. 1977-től ismét Békéscsabán játszott. 1978-tól a Népszínház, majd 1996-től a jogutód Budapesti Kamaraszínház társulatát erősítette. Közben, 1981-től a kaposvári Csiky Gergely Színház társulatának tagja volt, 1984-től szabadfoglakozású színésznőként dolgozott. 
Önálló estjeivel járta az országot. Felnőtteknek és gyermekeknek pódium-előadásokat készített irodalmi művekből. Gyermekszínjátszók oktatója.
Férje Antal Gábor (1922–1995) Aranytollas kulturális újságíró, műfordító volt.

## Színházi szerepeiből
- William Shakespeare: Ahogy tetszik... Célia
- Federico García Lorca: A csodálatos vargáné... Vargáné
- Leonyid Zorin: Varsói melódia... Helga
- Alekszej Nikolajevics Arbuzov: Jó reggelt boldogság... Viktória
- Marc Camoletti: Leszállás Párizsban... Judith
- Nicola Manzari: Római gyerekek... Grazia
- Igor Rusnák: Rókák, jó éjszakát!... Jana
- Szigligeti Ede: A cigány... Rózsi
- Gárdonyi Géza: Ida regénye... Ida
- Heltai Jenő – Ránki György: Szépek szépe... Hamupipőke
- Tamási Áron: Énekes madár... Gondos Magdó
- Németh László: Bodnárné... Cica
- Molnár Ferenc: Liliom... Julika
- Molnár Ferenc: A doktor úr... Lenke
- Szinetár György: A császár álarcában... Marie
- Pápa Relli: Szeptember végén... Szendrey Júlia
- Majoros István: Vakvágány... Juli
- Bárány Tamás: Napkeleti királyasszony... Fatima

## Kiadványai

### Kazetta
- Határon. Mai magyar költők versei; EV-MK 028, 1999 (szerk. Lator László)[1]

### Versmondó kézikönyve
- Verset olvasunk és mondunk. Két pódium-előadás mai magyar versei magyarázatokkal, gyakorlatokkal; szerzői kiadás, Budapest, 2009 + CD-melléklet[2]

## Filmes és televíziós munkái
- Nápolyt látni és… (1973)
- Ékezet (1977)
- Egyszál magam (1979)
- Szomszédok (televíziós sorozat)

- 107. rész (1991)... A magánklinika adminisztrátora
- 108. rész (1991)... A taxi utasa
- 110. rész (1991)... A magánklinika adminisztrátora; Vendég a szépségszalonban
- Rádióaktív BUÉK (1993)
- Hanna (1994)
- A nagy agyhalál (1994)
- Anna Ahmatova versei
- Istenes versek
- Weöres Sándor versei

## Díjai, elismerései
- A Magyar Köztársasági Érdemrend lovagkeresztje (2003) polgári tagozat